# IZotope
iZotópe, Inc. — аудиотехнологическая компания, базирующаяся в Кембридже, Массачусетс, США.

## Продукция
Компания разрабатывает: профессиональное звуковое программное обеспечение для записи, микширования, трансляции, звукового дизайна и мастеринга, которое может использоваться в широком спектре программ цифровых звуковых рабочих станций (DAW).
Кроме того, iZotope создаёт и лицензирует технологию аудио DSP, включая шумоподавление, преобразование частоты дискретизации, дизеринг, растяжение по времени и улучшение звука, для компаний, производящих оборудование и программное обеспечение в потребительской и профессиональной аудиоиндустрии.

## Программное обеспечение
| Наименование товара     | Дата выхода         | Описание |
| ----------------------- | ------------------- | --- |
| Alloy 2                 | 14 августа 2012 г.  | плагин полосы канала с EQ, Transient Shaper, Dynamics, Exciter, Limiter и De-Esser |
| ANR-B                   | 10 мая 2007 г.      | Единственный аппаратный модуль iZotope — адаптивное шумоподавление в реальном времени для вещательного звука |
| BreakTweaker            | 23 января 2014 г.   | барабанная скульптура и секвенсорная машина, стирающая грань между ритмом и мелодией |
| DDLY Dynamic Delay      | 9 февраля 2016 г.   | реагирует на музыкальную динамику, создавая уникальные задержки |
| Insight                 | 13 ноября 2012 г.   | Комплект основных измерительных приборов, соответствующий закону CALM |
| Insight 2               | 13 сентября 2018 г. | Комплект основных измерительных приборов, соответствующий закону CALM |
| Iris 2                  | 19 ноября 2014 г.   | ресинтезатор спектральной выборки с инструментами спектральной селекции |
| Nectar                  | Ноябрь 2010 г.      | вокальная постановка |
| Nectar 2                | 18 октября 2013 г.  | вокальная постановка |
| Nectar 3                | 16 октября 2018 г.  | вокальная постановка |
| Неверб                  | 2 октября 2020 г.   | Плагин реверберации, сочетающий ведущую в отрасли технологию Exponential Audio с интуитивно понятным рабочим процессом на базе искусственного интеллекта                                                                              |
| Neoverb                 | 5 октября 2016 г.   | набор плагинов для микширования звука, включая расширенный анализ и измерение |
| Neutron 2               | 5 октября 2017 г.   | набор плагинов для микширования звука, включая расширенный анализ и измерение |
| Neutron 3               | 6 июня 2019 г.      | набор плагинов для микширования звука, включая расширенный анализ и измерение |
| Ozone 7                 | 3 ноября 2015 г.    | набор для мастеринга с эквалайзером и динамическим эквалайзером, динамической обработкой, возбудителем, процессором формирования спектра, формирователем изображения, максимайзером, системой привязки треков и помощником мастеринга |
| Ozone 8                 | 5 октября 2017 г.   | набор для мастеринга с эквалайзером и динамическим эквалайзером, динамической обработкой, возбудителем, процессором формирования спектра, формирователем изображения, максимайзером, системой привязки треков и помощником мастеринга |
| Ozone 9                 | 3 октября 2019 г.   | набор для мастеринга с эквалайзером и динамическим эквалайзером, динамической обработкой, возбудителем, процессором формирования спектра, формирователем изображения, максимайзером, системой привязки треков и помощником мастеринга |
| RX 6                    | 20 апреля 2017 г.   | набор для восстановления аудио |
| RX 7                    | 13 сентября 2018 г. | набор для восстановления аудио |
| RX 8                    | 2 сентября 2020 г.  | набор для восстановления аудио |
| Stutter Edit            | 13 января 2011 г.   | сэмпл эффектов заикания и нарезки |
| Stutter Edit 2          | 24 июня 2020 г.     | сэмпл эффектов заикания и нарезки |
| Tonal Balance Control   | 5 октября 2017 г.   | инструмент визуального анализа, измеряющий распределение энергии по частотному спектру, сравнивая звук с программными или созданными пользователем целями                                                                             |
| Tonal Balance Control 2 | 5 мая 2020 г.       | инструмент визуального анализа, измеряющий распределение энергии по частотному спектру, сравнивая звук с программными или созданными пользователем целями                                                                             |
| Trash 2                 | 19 ноября 2012 г.   | 64-битное моделирование гитарных усилителей, искажений, задержек и фильтров |
| Vinyl                   | 1 февраля 2001 г.   | имитация записи и эффект lo-fi |
| Vocalsynth 2            | 23 мая 2018 г.      | Раскрашивайте и формируйте вокал до неузнаваемости, используя вокодер, Talkbox и другие функции. Включает полный набор студийных эффектов в стиле педалей.                                                                            |

### Мобильные приложения
- Spire — приложение для записи iOS (выпущено 24 июля 2015 г.)
- iDrum и iDrum Mobile (приобретены 4 декабря 2006 г.)[23] — виртуальная драм-машина[24]
- Music and Speech Cleaner — пакет для очистки и улучшения звука[25]
- Sonifi — мобильное приложение для мобильных ремиксов, разработанное Sonik Architects[26]
- The T-Pain Effect (выпущено 20 июля 2011 г.)[27] — программное обеспечение для записи битов и вокала с коррекцией высоты тона.

### Сторонние плагины
- Ozone Maximizer Rack Extension (выпущен 14 июня 2012 г.)[28] for Reason — Reason 6.5 Rack Extension
- Mastering Essentials (выпущен 20 января 2012 г.)[29] для Acoustica Mixcraft Pro Studio 6
- Radius (выпущен 19 мая 2006 г.)[30] — растяжение времени и изменение высоты тона мирового класса для Logic Pro и SoundTrack Pro.

### Продукция, снятая с производства
- Ozone MP — аналоговое моделирование звука для улучшения звука для Winamp и Windows Media Player
- pHATmatik PRO[31] — петлевой пробоотборник
- PhotonShow — программа для создания слайдшоу фотографий
- PhotonTV — программа для создания слайдшоу фотографий
- Spectron (выпущен 6 марта 2003 г.)[32] — 64-битный процессор спектральных эффектов[33]

### Совместимое программное обеспечение
Программное обеспечение iZotope можно использовать с Pro Tools, Logic Pro, GarageBand, Cubase, Nuendo, WaveLab, Studio One, Adobe Audition, Reaper, FL Studio, Ableton Live и т. д.

## Аппаратное обеспечение
Izotope недавно выпустила физическое записывающее устройство под управлением iPhone, которое конкурирует с Zoom и Tascam, под торговой маркой Spire Studio. Он работает по беспроводной сети с приложением Spire IOS и включает 4 Гб памяти и порты XLR / TS для инструментальных разъёмов и микрофонов в дополнение к встроенному внутреннему микрофону. Он небольшой, портативный и не монтируется в стойку и, по-видимому, предназначен для небольших групп и музыкантов-одиночек, а также для домашних студий, а также для секторов подкастинга и встреч.

## Лицензирование
iZotope недавно расширил свой бизнес, включив в него лицензирование программного обеспечения и технологий, после десяти лет разработки алгоритмов обработки звука и инструментов для собственного программного обеспечения. iZotope предлагает разработку технологий для платформ Mac и Windows, мобильных устройств, видеоигр и встроенного DSP. Среди клиентов были Sony, Adobe, Xbox, Harmonix, Smule, Sonoma Wire Works и, совсем недавно, Blue Microphones . Алгоритмы поставляются в виде плагина или SDK для упрощения реализации. На сегодняшний день технология iZotope реализована почти в 68 миллионах продуктов по всему миру.

### Лицензионные технологии
Mac / ПК
В iZotope есть аудиотехнологии, доступные в виде подключаемых модулей VST, DirectX, AudioUnits, RTAS или AudioSuite. Типичные применения лицензированной технологии для приложений Mac или ПК включают финализацию звука, создание музыки, аудио для видео, аудио презентации, измерение для соответствия стандартам громкости вещания и воспроизведение мультимедиа. Категории доступных лицензированных технологий включают улучшение звука, улучшение голоса, инструменты восстановления звука, творческие инструменты, инструменты ди-джеев, инструменты аудиофилов, управление временем и аудио для видео.
Видеоигры
iZotope разработал плагины для использования непосредственно в Audiokinetic WWise для улучшения звука, перекрытия голосовых эффектов и моделирования комнаты. Кроме того, iZotope разработал инструменты звукового дизайна и специальные эффекты для звукорежиссёров, использующих движок промежуточного программного обеспечения FMOD. Для движков промежуточного программного обеспечения, поддерживающих форматы XAudio и Multistream, iZotope предлагает набор лицензируемых DSP для использования в играх, связанных с музыкой, или караоке.
Мобильные SDK
- Core FX
- Ремонт аудио
- DJ FX
- Вокальные эффекты
- Trash FX
- Fun FX

Встроенный
Другой
- Омега — управление временем и высотой тона в реальном времени
- Радиус — технология естественного растяжения времени. Интегрирован в Pro Tools Elastic Time от Digidesign, а также в Cakewalk SONAR . Доступен как плагин для Apple Logic Pro .
- SRC — 64-битное преобразование частоты дискретизации.

### Известные партнёры по лицензированию
| Mac и ПК | Видеоигры | Мобильный |
| --- | --- | --- |
| - Акустика (Mixcraft) - Sony (Soundforge, ACID) - Avid (Pro Tools 10) - Adobe (прослушивание) - Серато (DJFX) - Image-Line (FL Studio) - Telestream (Screenflow) - Призменный звук (SADiE 6) - Акаи (MPC Studio, Renaissance) - Аудиофайл Инжиниринг (Фиделия, Триумф) - Cakewalk (Sonar X1) - Травяная долина (Эдиус) - Техсмит (Camtasia Studio) - Audio Hijack (Разбойная Амёба) | - Microsoft (Halo 4, Forza 4, Forza Horizon) - Ubisoft (Майкл Джексон: Опыт) - Хармоникс (Rockband 3) - Capcom (Resident Evil 2, Resident Evil 3, Resident Evil Resistance) | - Smule (Я Т-Пейн) - Sonoma Wireworks (гитарный тон) - Аудиофайл Инжиниринг (FIRe 2) - Гармоникс (VidRhythm) - Seven45 Studios (Соуло Караоке) |